# Casa Marcet (Sabadell)
La Casa Marcet és una obra eclèctica de Sabadell (Vallès Occidental) protegida com a Bé Cultural d'Interès Local.

## Descripció
Edifici entre mitgeres, de planta baixa i dos pisos amb terrat superior. La façana, molt estreta, mostra, a la planta baixa, dues obertures d'arc carpanell. L'obertura de la dreta és la porta d'accés i l'altra, una finestra. Al primer i segon pis hi ha balcons, l'inferior d'arc rebaixat i el superior d'arc de mig punt. L'edifici es corona amb barana de terrat de tipus senzill. És remarcable la decoració de la façana, amb elements de pedra treballada, així com el tractament del ferro forjat de les baranes dels balcons.

## Història
Hi ha constància documental de la sol·licitud de llicència d'obres de reforma de la façana (23 de maig de 1918) i de la corresponent concessió del permís (11 de juny 1918). L'arquitecte que signava el projecte era Joaquim Manich i Comerma.